# 劇場版 假面騎士Ghost 100個眼魂與Ghost命運的瞬間
《劇場版 假面騎士Ghost 100個眼魂與Ghost命運的瞬間》，是日本特攝節目《假面騎士Ghost》的獨立劇場版。日本地區於2016年8月6日上映。
此外《超級戰隊系列》作品《動物戰隊獸王者》劇場版《劇場版 動物戰隊獸王者 心跳不已 馬戲團恐慌！》亦同步上映。
本作劇場版的口號為「再見了，我魂！」、「燃燒生命吧！感動的高潮大決戰！」、「Ghost VS 英雄」。

## 本作特色
- 本作繼劇場版《假面騎士1號》後，第二部紀念《假面騎士系列》誕生45週年的劇場版作品[2]。
- 本作繼《劇場版 假面騎士555 消失的天堂》、《劇場版 假面騎士Wizard in Magic Land》、《假面騎士鎧武》後再次有量產型的假面騎士登場。
- 本作繼《劇場版 假面騎士龍騎 EPISODE FINAL》《劇場版 假面騎士電王&KIVA Climax刑事》及《假面騎士×假面騎士 鎧武 & Wizard 天下決勝之戰國MOVIE大合戰》後，再次出現與主角騎士外觀相同且為改色版的反派騎士。
- 本作繼《劇場版 假面騎士劍 MISSING ACE》暌违12年後第二次出現三人組成的騎士。
- 本作繼《假面騎士×假面騎士 W & Decade MOVIE大戰2010》及《假面騎士×假面騎士 OOO & W feat. Skull MOVIE大戰 Core》後再次出現於劇場版登場身份為父親類型的騎士。
- 知名演員木村了於本作當中飾演惡役角色「亞爾戈斯/假面騎士Dark Ghost/假面騎士Extremer」；同樣作為知名演員的澤村一樹將於本作中飾演相關配角「深海大悟/假面騎士Zero Specter」。
- 本作首次出現劇中同個反派角色使用兩種不同的道具切換成不同型態的騎士。
- 本作時間點位於《假面騎士Ghost》本篇第40~41話之間。
- 下部系列作亦作為《假面騎士系列》誕生45週年紀念作《假面騎士EX-AID》中的同名主角騎士於本作中先行登場。

## 故事概要
天空寺尊，為了追擊突然出現在他面前的假面騎士Dark Ghost，卻意外地來到一個充滿歷史偉人及英雄的不可思議村莊。
為了集合100個眼魂，所誕生的“究極眼魂”，並企圖將人類死靈（GHOST）化的假面騎士Dark Ghost真面目為亞蘭已死的長兄‧埃爾戈斯。
另外，在這個村莊見到下落不明的誠的父親-深海大悟，而大悟所變身的假面騎士Zero Specter到底是敵? 還是友?
此刻，究極眼魂的巡禮，尊所面臨的最大的試煉。等待著他的，所謂命運的瞬間到底是----！？

## 故事背景&用語
眼魂島
外觀跟眼魂一模一樣，與地球整個隔絕開來，該世界有居住在「英雄之村」的居民。
英雄之村
該村落有著許許多多的偉人及英雄居住。
英雄團
由貝多芬、巴哈、莫札特、蕭邦及舒伯特五人在「英雄之村」所組成的樂隊團體。

## 登場人物

### 《假面騎士Ghost》原登場人物
天空寺尊（てんくうじ・タケル）（西銘駿 飾）
假面騎士Ghost的變身者。
深海誠（ふかみ・マコト）（山本涼介飾）
假面騎士Specter的變身者。
與理念和想法有所不同的父親大悟展開對峙。
亞蘭（アラン）（磯村勇斗飾）
假面騎士Necrom的變身者。
月村朱里（つきむら・アカリ）（大澤光飾）
尊的青梅竹馬。
山之內御成（やまのうち・おなり）（柳喬之飾）
現任大天空寺的住持。
八王子涉谷（はちおうじ・シブヤ）（溝口琢矢飾）
大天空寺的修行僧。
成田（ナリタ）（勸修寺玲旺飾）
大天空寺的修行僧。
深海花音（ふかみ・カノン）（工藤美櫻飾）
誠的親妹妹，也是大悟的女兒。
仙人（せんにん）（竹中直人飾）
與深海兄妹的父親深海大悟結識，也授予了亞爾戈斯與尊同樣的力量。
遊流仙（ユルセン）（CV：悠木碧）

### 本作登場人物
深海大悟（ふかみ・だいご）（澤村一樹 飾）
假面騎士Zero Specter的變身者，深海兄妹的父親，與仙人似乎相識，受了仙人的委托引導亞爾戈斯收集眼魂。
亞爾戈斯（アルゴス）（木村了 飾）
假面騎士Dark Ghost與假面騎士Extremer的變身者，亞蘭，亞迪爾，亞麗亞的長兄，眼魔一族的長子，生前因病過世，現與尊同樣為幽靈也被仙人授予力量。
為了奪取由集合100個英雄眼魂所誕生的究極眼魂而襲擊尊等人，並且企圖全世界的人類集體幽靈化。
杰雷德（ジェレド）（八十島弘行 飾）
假面騎士Dark Necrom R的變身者，亞爾戈斯的親衛隊成員。
杰比爾（ジェビル）（Tsune 飾）
假面騎士Dark Necrom B的變身者，亞爾戈斯的親衛隊成員。
杰伊（ジェイ）（高山侑子 飾）
假面騎士Dark Necrom Y的變身者，亞爾戈斯的親衛隊成員。
宮本武藏（みやもと・むさし）（唐橋充 飾）
英雄之村的居民
湯瑪斯·愛迪生（トーマス・エジソン）（Chad Mullane 飾）
英雄之村的居民
羅賓漢（ロビン・フッド）（小松直樹 飾）
英雄之村的居民
石川五右衛門（いしかわ・ごえもん）（阿見201 飾）
英雄之村的居民
卑彌呼（ひみこ）（平田裕香 飾）
英雄之村的居民
武藏坊弁慶（むさしぼう・べんけい）（富永研司 飾）
英雄之村的居民
織田信長（おだ・のぶなが）（武智健二 飾）
英雄之村的居民
查爾斯・達爾文（チャールズ・ダーウィン）（Ian Moore 飾）
英雄之村的居民
哈利・胡迪尼（ハリー・フーディーニ）（Jeremy Eaton 飾）
英雄之村的居民
坂本龍馬（さかもと・りょうま）（加藤泰平 飾）
英雄之村的居民
小野於通（おのの・おつう）（齋藤惠 飾）
英雄之村的居民
克麗奧佩脫拉七世（橘柚里佳 飾）
英雄之村的居民
貝多芬（ベートーベン）（綾小路翔 飾）
英雄之村的居民，同時也是樂團「英雄團」的成員。
巴哈（バッハ）（早乙女光 飾）
英雄之村的居民，同時也是樂團「英雄團」的成員。
莫札特（モーツァルト）（西園寺瞳 飾）
英雄之村的居民，同時也是樂團「英雄團」的成員。
蕭邦（ショパン）（星愚亂魔弍惠 飾）
英雄之村的居民，同時也是樂團「英雄團」的成員。
舒伯特（シューベルト）（白鳥松竹梅 飾）
英雄之村的居民，同時也是樂團「英雄團」的成員。

### 《假面騎士EX-AID》
寶生永夢（ほうじょう・えむ）（飯島寛騎聲演)
假面騎士EX-AID的變身者。
解救了被杰比爾追擊的尊一行人。

## 聲音演出
- 遊流仙 - 悠木碧
- 假面騎士EX-AID-飯島寛騎

## 本作限定登場假面騎士/形態

### 假面騎士Ghost
變身者：天空寺尊（替身演員：高岩成二、CV：西銘駿）
原文： / Kamen Rider Ghost

#### 變身模式
| 型態名稱                 | 簡介 | 外觀                                         | 能力                                | 必殺技 |
| Darwin Damashii 達爾文魂 | 原文： 使用「Darwin」幽靈眼魂變身的形態 身高：204cm 體重：102kg 拳击力：8.1t 踢击力：12.7t 跳跃力：43m 行动速度：100m/5秒 | 全身以紅色、橘色和銀色為，主面部圖案為系統樹 | 寄宿生物學家查爾斯·達爾文靈魂的力量 |        |

### 假面騎士Dark Ghost
變身者：亞爾戈斯（替身演員：今井靖彦、CV：木村了）
原文： / Kamen Rider Dark Ghost

#### 變身模式
| 型態名稱                         | 簡介 | 外觀                                                       | 能力                                                     | 必殺技                                     |
| Napoleon Damashii 拿破崙魂       | 原文： 使用「Napoleon」幽靈眼魂變身的形態 身高：204cm 體重：91kg 拳击力:14.5t 踢击力：16.2t 跳跃力：46m 行动速度：100m/4秒         | 全身以深藍色、金色、紅色和黑色為主，面部圖案為名馬、劍和銃 | 寄宿法國軍事家拿破崙一世靈魂的力量                       | Omega Drive Napoleon 原文： 所屬的騎士踢。 |
| Ikkyu Damashii 一休魂            | 原文： 利用「Ikkyu」幽靈眼魂變身的形態 身高:204cm 体重：95.5kg 拳击力：9.6t 踢击力:14t 跳跃力：50.8t 行动速度：100m/4.5秒          | 全身以白色、藍色和黑色為主，面部圖案為問號                 | 寄宿奇僧一休靈魂的力量，擅長運用機智的和尚型態。         |                                            |
| Pythagoras Damashii 畢達哥拉斯魂 | 原文： 使用「Pythagoras」幽靈眼魂變身的形態 身高：202.5cm 体重：97.5kg 拳击力：9.5t 踢击力：13.7t 跳跃力：45m 行动速度：100m/5.4秒 | 全身以米黃色、金色、銀色和黑色為主，面部圖案為多個的三角形 | 寄宿哲學家畢達哥拉斯靈魂的力量，擅長運用計算的智者型態。 |                                            |

### 假面騎士Zero Specter
變身者：深海大悟（替身演員：藤井祐伍、CV：澤村一樹）
原文： / Kamen Rider Zero Specter

#### 變身模式
| 型態名稱 | 簡介 | 外觀                   | 能力 | 必殺技                                         |
| 通常形态 | 使用「Zero Specter」幽靈眼魂變身的形態 身高：204cm 體重：97kg 拳击力：11.2t 踢击力：15.1t 跳跃力：49m 行动速度：100m/4.9秒 | 全身以黑色和深紫色為主 |      | Omega Drive Zero Specter 原文： 所屬的騎士踢。 |

### 假面騎士Dark Necrom R
變身者：杰雷德（替身演員：、CV：八十島弘行）
原文：

#### 變身模式
| 型態名稱               | 簡介 | 外觀                 | 能力                               | 必殺技                                   |
| 通常形態               | 使用「Dark Necrom R」幽靈眼魂變身的形態（注：每个Dark Necrom通常形态的各项数值相同，可参考Dark Necrom P）                      | 全身以黑色和紅色為主 | 以借用寄宿於眼魂內的人造靈魂的力量 | Dark Necrom Spiral 原文： 所屬的騎士踢。 |
| Benkei Damashii 弁慶魂 | 原文： 使用「Benkei」幽靈眼魂變身的形態 身高：294cm 体重：118kg 拳击力：18.7t 踢击力：15.2t 跳跃力：41.7m 行动速度：100m/5.2秒 | 全身以黑色和白色為主 |                                    |                                          |

### 假面騎士Dark Necrom B
變身者：杰比爾（替身演員：神前元、CV：Tsune）
原文： / Kamen Rider Dark Necrom Blue

#### 變身模式
| 型態名稱                          | 簡介 | 外觀                         | 能力                               | 必殺技                                   |
| 通常形態                          | 使用「Dark Necrom B」幽靈眼魂變身的形態                                                                                                | 全身以黑色和藍色為主         | 以借用寄宿於眼魂內的人造靈魂的力量 | Dark Necrom Spiral 原文： 所屬的騎士踢。 |
| Billy The Kid Damashii 比利小子魂 | 原文： 使用「Billy The Kid」幽靈眼魂變身的形態 身高：204cm 体重：95.5kg 拳击力：10.9t 踢击力：14.2t 跳跃力：48.1m 行动速度：100m/3.8秒 | 全身以黑色、紅棕色和白色為主 |                                    |                                          |

### 假面騎士Dark Necrom Y
變身者：杰伊（替身演員：、CV：高山侑子）
原文： / Kamen Rider Dark Necrom Yellow

#### 變身模式
| 型態名稱                 | 簡介 | 外觀                       | 能力                               | 必殺技                                   |
| 通常形態                 | 使用「Dark Necrom Y」幽靈眼魂變身的形態                                                                                  | 全身以黑色和黃色為主       | 以借用寄宿於眼魂內的人造靈魂的力量 | Dark Necrom Spiral 原文： 所屬的騎士拳。 |
| Nobunaga Damashii 信長魂 | 使用「Nobunaga」幽靈眼魂變身的形態 身高：214cm 体重：97kg 拳击力：10.5t 踢击力：14.1t 跳跃力：44.4m 行动速度：100m/4.9秒 | 全身以黑色、紫色和金色為主 |                                    |                                          |

### 假面騎士Extremer
變身者：亞爾戈斯（替身演員：、CV：木村了）
原文： / Kamen Rider Extremer

#### 變身模式
| 型態名稱 | 簡介 | 外觀                 | 能力 | 必殺技 |
| 通常形態 | 使用究極眼魂變身的形態 身高：213cm 體重：123kg 拳擊力：29.1t 踢擊力：32.3t 跳躍力：54.7m 行動速度：100m / 3.0秒 | 全身以黑色和金色為主 |      |        |

## 本作限定登場道具

### 變身道具
- 究極眼魂

原文：
亞爾戈斯透過達爾文幽靈眼魂的進化之力，將作為容器用的尊的肉體與100個幽靈眼魂進行融合後所誕生出的究極眼魂，同時也是假面騎士Extremer所使用的變身腰帶。
擁有將人類世界及眼魔世界的人類幽靈化的能力。

#### 幽靈眼魂（Ghost Eyecon）
有關參考：用語
| 英文名稱           | 日文名稱 | 中文名稱   | 編號                | 能力                           | 備註 |
| ------------------ | -------- | ---------- | ------------------- | ------------------------------ | --- |
| Zero Specter       |          | 零式亡靈   | ZS                  | 變身成為假面騎士Zero Specter。 | 運用深海大悟自身靈魂的力量。 Ghost驅動器使用時音效為「Ready Go！Kakugo！Do・Ki・Do・Ki！Ghost！」 （日文原文，中文意思「準備好就去吧！覺悟！心・跳・心・跳！Ghost！」）。（與Specter的音效相同） |
| Dark Necrom Red    |          | 暗黑死靈紅 |                     | 變身成Dark Necrom R            | 運用人造靈魂的力量 |
| Dark Necrom Blue   |          | 暗黑死靈藍 | 變身成Dark Necrom B |                                | 運用人造靈魂的力量 |
| Dark Necrom Yellow |          | 暗黑死靈黃 | 變身成Dark Necrom Y |                                | 運用人造靈魂的力量 |
| Darwin             |          | 達爾文     | CD                  | 轉換形態 達爾文魂。            | Ghost驅動器使用時音效為「Gironn！Ketsuronn！Sinnkaronn！」 （日文原文，中文意思「議論！結論！進化論！」）                                                                                        |
| Napoleon           |          | 拿破崙     | NB                  | 轉換形態 拿破崙魂。            | Ghost驅動器使用時音效為「Okosu Kakumei！Sore ga Shukumei！」 （日文原文，中文意思「喚起革命！那是宿命！」）。                                                                                    |

## 其他相關放映

### 《公開記念！短篇故事》
原題：
朝日電視台於2016年7月10日劇集本編第39話開始，在結尾部份播出共四集的短劇。
| 話數 | 主題 | 中文主題                | 播放日期      |
| ---- | ---- | ----------------------- | ------------- |
| 1/4  |      | 壯大！起源的世界！      | 2016年7月10日 |
| 2/4  |      | 最強！另外一個的Ghost！ | 2016年7月17日 |
| 3/4  |      | 動亂！100個的靈魂！     | 2016年7月24日 |
| 4/4  |      | 宿命！兩個的尊！        | 2016年7月31日 |

## 樂曲

### 主題曲
「ABAYO」
- 作詞・作曲：綾小路翔
- 編曲：木內健
- 演唱：氣志團

### 插入曲
「我ら思う、故に我ら在り」 
- 作詞／作曲：綾小路翔
- 編曲：木内健
- 演唱：氣志團

## 眼魂設計募集
於2016年4月22日至5月9日間的投稿企劃。設計對象包含《假面騎士×假面騎士 Ghost & Drive 超MOVIE大戰 Genesis》、《假面騎士1號》兩部劇場版中登場的米開朗基羅、拉斐爾以及亞歷山大大帝在內的71名知名英雄或偉人。
以下為所選出的71名偉人及英雄---
- 傑羅尼莫（ジェロニモ）
- 奧古斯特·羅丹（オーギュスト・ロダン）
- 猿飛佐助（猿飛佐助）
- 文森·梵谷（フィンセント・ファン・ゴッホ）
- 萊特兄弟（兄）（ライト兄弟（兄））
- 萊特兄弟（弟）（ライト兄弟（弟））
- 拉斐爾（ラファエロ・サンティ）
- 凱撒（ジュリアス・シーザー）
- 尚-亨利·法布爾（ジャン=アンリ・ファーブル）
- 西郷隆盛（西郷隆盛）
- 千利休（千利休）
- 二宮尊德（二宮金次郎（尊徳））
- 真田信繁（真田幸村（信繁））
- 懷特·厄普（ワイアット・アープ）
- 聖女貞德（ジャンヌ・ダルク）
- 聖德太子（聖徳太子）
- 伊達政宗（伊達政宗）
- 安倍晴明（安倍晴明）
- 阿國（出雲阿国）
- 服部正成（服部半蔵（正成））
- 森成利（森蘭丸（成利））
- 亞里斯多德（アリストテレス）
- 楊貴妃（楊貴妃）
- 小野小町（小野小町）

- 克麗奧佩脫拉七世（クレオパトラ（7世））
- 雷電為右衛門（雷電爲右エ門）
- 亞歷山大大帝（アレクサンダー大王）
- 關羽（関羽）
- 源義經（源義経）
- 上杉謙信（上杉謙信）
- 武田信玄（武田信玄）
- 成吉思汗（チンギス・ハーン）
- 紫式部（紫式部）
- 勝海舟（勝海舟）
- 德川家康（徳川家康）
- 福澤諭吉（福沢諭吉）
- 中濱萬次郎（ジョン万次郎）

- 森鷗外（森鴎外）
- 平賀源內（平賀源内）
- 德川光圀（徳川光圀）
- 豐臣秀吉（豊臣秀吉）
- 佐佐木小次郎（佐々木小次郎）
- 伊麗莎白一世（エリザベス女王（エリザベス1世））
- 近松門左衛門（近松門左衛門）
- 蘇格拉底（ソクラテス）
- 喬治·華盛頓（ジョージ・ワシントン）
- 天草四郎（天草四郎）
- 寶嘉康蒂（ポカホンタス）

- 阿基米德（アルキメデス）
- 詹姆斯·庫克（キャプテン・クック（ジェームズ・クック））
- 歐尼斯特·湯普森·西頓（アーネスト・トンプソン・シートン）
- 詹姆斯·瓦特（ジェームズ・ワット）
- 彼得·伊里奇·柴可夫斯基（ピョートル・チャイコフスキー）
- 馬可·波羅（マルコ・ポーロ）
- 米開朗基羅（ミケランジェロ・ブオナローティ）
- 夏目漱石（夏目漱石）
- 安東尼·高第（アントニ（アントニオ）・ガウディ）
- 前田利益（前田慶次（利益））
- 巴特·馬斯特森（バット・マスターソン）
- 曹操（曹操）
- 瓦斯科·達伽馬（ヴァスコ・ダ・ガマ）
- 松尾芭蕉（松尾芭蕉）
- 阿爾弗雷德·諾貝爾（アルフレッド・ノーベル）
- 與謝野晶子（与謝野晶子）
- 樋口一葉（樋口一葉）
- 約瑟夫·尼塞福爾·涅普斯（ニセフォール・ニエプス）
- 勒內·笛卡兒（ルネ・デカルト）
- 藤原鎌足（藤原鎌足）
- 安徒生（ハンス・クリスチャン・アンデルセン）
- 馬修·培理（マシュー・ペリー）
- 弗里德里希·尼采（フリードリヒ・ニーチェ）

## 製作人員
- 原作 - 石之森章太郎
- 劇本 - 福田卓郎（日语：福田卓郎）
- 配樂 - 坂部剛（日语：坂部剛）
- 動作指導 - 宮崎剛（日语：宮崎剛 (俳優)）（JAE）
- 特攝導演 - 佛田洋（日语：佛田洋）（特攝研究所（日语：特撮研究所））
- 發行 - 東映
- 製作單位 - 「Ghost・獸王者」製作委員會
- 導演 - 諸田敏（日语：諸田敏）

## 外部連結
- 官方網站 （页面存档备份，存于）（日語）